# Sittin' on a Backyard Fence
Pour plus de détails, voir Fiche technique et Distribution.
Sittin' on a Backyard Fence est un film américain d'animation réalisé par Earl Duvall, sorti en 1933.
Produit par Leon Schlesinger et distribué par Warner Bros., ce cartoon fait partie de la série Merrie Melodies.

## Fiche technique
- Réalisation : Earl Duvall
- Production : Leon Schlesinger Studios
- Musique originale : Frank Marsales
- Montage : Treg Brown
- Format : 35 mm, ratio 1.37 :1, noir et blanc, mono
- Durée : 7 minutes
- Pays de production :  États-Unis
- Langue : anglais
- Genre : animation
- Distribution : 
  - 1933 : Warner Bros. Pictures cinéma
- Date de sortie : 
  - États-Unis : 16 décembre 1933